# Saint-Laurent-en-Royans

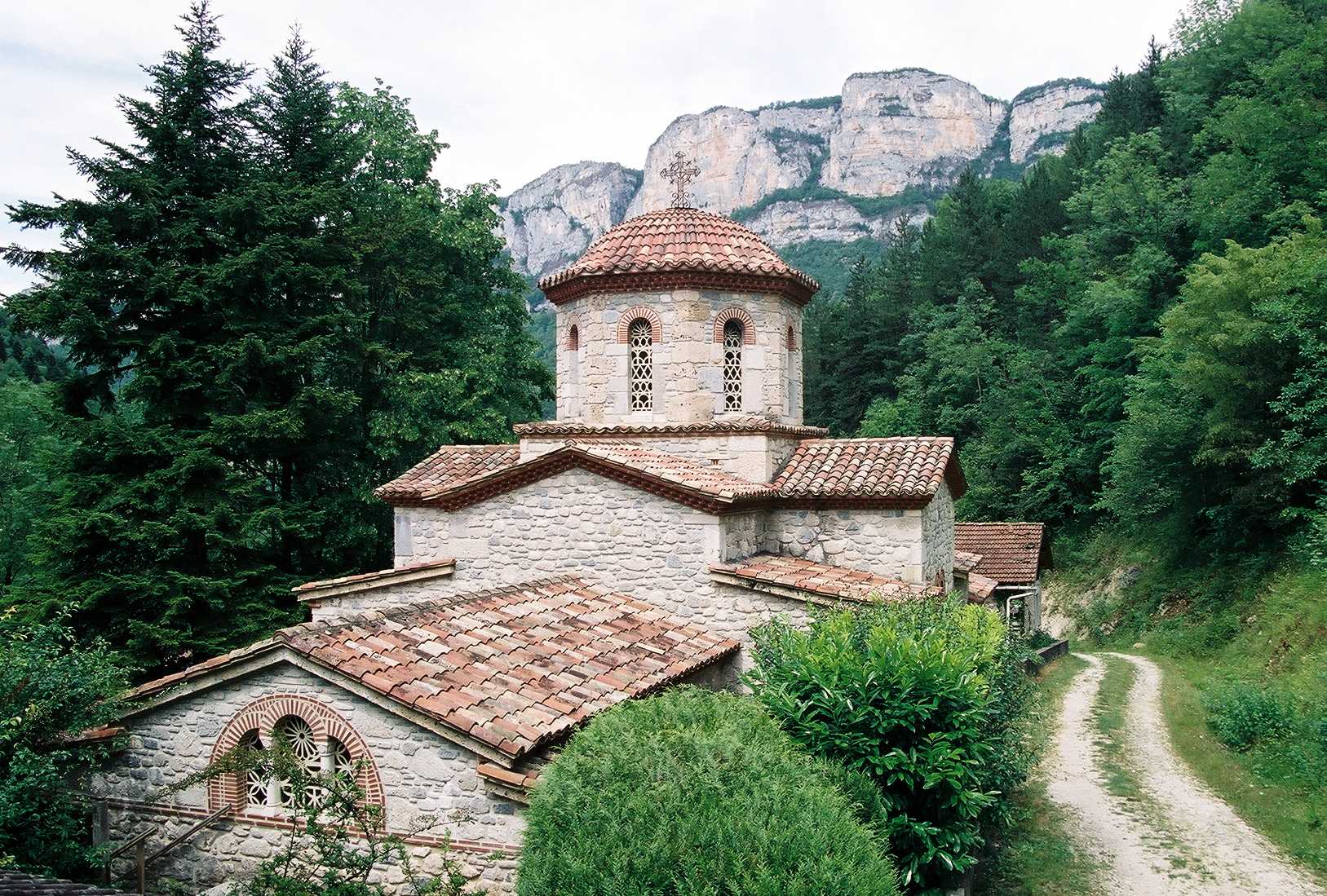
Monaster w Saint-Laurent-en-Royans, 2004

Saint-Laurent-en-Royans – miejscowość i gmina we Francji, w regionie Owernia-Rodan-Alpy, w departamencie Drôme.
Według danych na rok 1990 gminę zamieszkiwało 1330 osób, a gęstość zaludnienia wynosiła 49 osób/km² (wśród 2880 gmin regionu Rodan-Alpy Saint-Laurent-en-Royans plasuje się na 631. miejscu pod względem liczby ludności, natomiast pod względem powierzchni na miejscu 284.).